# Borșa (Bihor)
Borșa è un villaggio del comune di Săcădat nel distretto di Bihor, Crișana, România.